# Rose Creek, Minnesota
Rose Creek là một thành phố thuộc quận Mower, tiểu bang Minnesota, Hoa Kỳ. Năm 2010, dân số của thành phố này là 394 người.

## Dân số
- Dân số năm 2000: 354 người.
- Dân số năm 2010: 394 người.